# Reynaldo García
Reynaldo García (nacido el 15 de abril de 1974 en Nagua) es un ex lanzador dominicano que jugó en las Grandes Ligas de Béisbol para los Texas Rangers entre 2002-2003.
García pasó toda la temporada de 2004 en la lista de lesionados y jugó para el equipo independiente Lancaster Barnstormers de la Atlantic League of Professional Baseball en la temporada 2005.